# Coniothyrium caespitulosum
Coniothyrium caespitulosum är en svampart som beskrevs av Sacc. 1878. Coniothyrium caespitulosum ingår i släktet Coniothyrium och familjen Leptosphaeriaceae.   Inga underarter finns listade i Catalogue of Life.